# Доссо-дель-Лиро
Доссо-дель-Лиро (итал. Dosso del Liro) — коммуна в Италии, находится в регионе Ломбардия, в провинции Комо.
Население составляет 315 человек (2008), плотность населения составляет 14 чел./км². Занимает площадь 23 км². Почтовый индекс — 22015. Телефонный код — 0344.
В коммуне 25 марта особо празднуется Благовещение Пресвятой Богородицы.

## Демография
Динамика населения:

## Администрация коммуны
- Официальный сайт: